# Muamer Vugdalič
Muamer Vugdalič (ur. 25 sierpnia 1977 w Lublanie) – słoweński piłkarz bośniackiego pochodzenia występujący na pozycji obrońcy.

## Kariera klubowa
Muamer Vugdalič zawodową karierę rozpoczynał w 1996 roku w zespole NK Olimpija Lublana. Zaliczył dla niego 39 ligowych występów, po czym latem 1998 roku przeniósł się do NK Maribor. W jego barwach udało mu się zadebiutować w rozgrywkach Champions League Wraz z nową drużyną Vugdalič pięć razy z rzędu sięgał po mistrzostwo kraju – w 1999, 2000, 2001, 2002 i 2003 roku. Na początku sezonu 2001/2002 trafił co prawda do Szachtara Donieck, jednak w jego barwach wystąpił tylko w dwóch meczach i został z powrotem wypożyczony do Maribora. Dla tego słoweńskiego zespołu wychowanek Olimpija Ljubljana rozegrał łącznie 108 pojedynków w lidze i zdobył w nich dziesięć bramek.
W 2003 roku Vugdalič odszedł do NK Domžale. W debiutanckim sezonie w nowym klubie wystąpił w 23 spotkaniach, jednak w kolejnych rozgrywkach na boisku pojawił się już tylko pięć razy. W letnim okienku transferowym w 2005 roku Vugdalič został zawodnikiem cypryjskiej drużyny AEL Limassol. W kolejnym sezonie reprezentował już barwy greckiego Niki Wolos, by w 2006 roku powrócić do kraju i podpisać kontrakt z Interblock Lublana. Dla nowego klubu słoweński piłkarz rozegrał tylko jedno spotkanie i w lipcu 2007 roku trafił do grającego w Premijer liga Željezničaru Sarajewo. Wziął udział w 24 ligowych pojedynkach, po czym odszedł do klubu Olimpija Lublana i grał w nim do 2009 roku. W 2010 zakończył karierę w klubie Bela Krajina Črnomelj.

## Kariera reprezentacyjna
W reprezentacji Słowenii Vugdalič zadebiutował 9 października 1999 roku w przegranym 0:3 meczu przeciwko Grecji. W 2002 roku Srečko Katanec powołał go do kadry na mistrzostwa świata. Na mundialu tym Słoweńcy zajęli ostatnie miejsce w swojej grupie i odpadli z turnieju. Vugdalič na turnieju wystąpił tylko w przegranym 0:1 pojedynku z Republiką Południowej Afryki. Łącznie dla drużyny narodowej rozegrał 27 spotkań.